# Ники Шори
Никълас Шори (на английски: Nicholas Shorey; известен повече като Ники Шори) е английски професионален футболист, ляв защитник. Той е играч на Астън Вила. Висок е 175 см. и тежи 67 кг. Шори дебютира в професионалния футбол с екипа на Лейтън Ориент през 1999 г. След това бранителят е привлечен в Рединг, където бързо става част от титулярния състав. През август 2008 г. Шори е закупен от Астън Вила за необявена сума. Прави дебюта си за Англия през юни 2007 г. срещу Бразилия на „Уембли“.